# Transpacific Yacht Race
La Transpacific Yacht Race (nota anche come Transpac o Transpac Race) è una regata velica biennale che si svolge tra Los Angeles e Honolulu.

## Storia
Organizzata per la prima volta nel 1906, fu tra le prime competizioni veliche a diventare di respiro internazionale. Il percorso si sviluppa su una distanza di 4.121 km. È organizzata dal Transpacific Yacht Club. Il premio consegnato all'equipaggio vincitore è denominato Barn Door (in italiano, "porta di granaio").

## La Transpacific Yacht Race nei media
- Nel film del 1975 Lo squalo, il protagonista, che è interpretato da Richard Dreyfuss, cita la Transpacific Yacht Race.